# 타카마카구

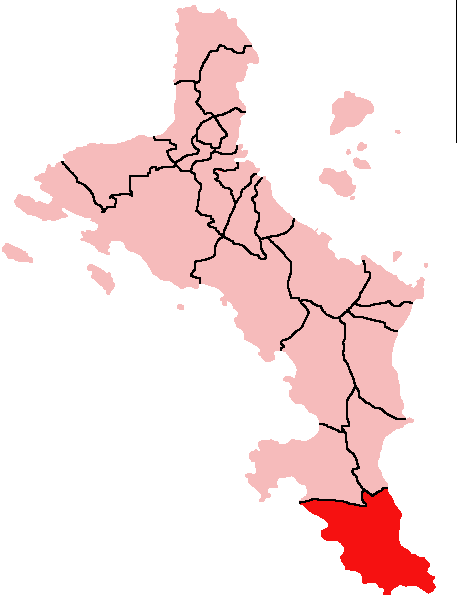
타카마카구의 위치

타카마카구(프랑스어: Takamaka)는 세이셸을 구성하는 25개 구 가운데 하나로 마에섬에 위치한다. 면적은 14.4km2, 인구는 2,589명(2009년 기준)이다.